# Nikolaï Otsoup
Nikolaï Avdeïevitch Otsoup (en russe : Никола́й Авде́евич О́цу́п), né en 1894 à Tsarskoïe Selo dans l'Empire russe et mort le 28 décembre 1958, à Paris 12e, est un poète et traducteur russe, également connu pour son rôle d'organisateur et son action éditoriale dans l'émigration russe en France.

## Biographie
Nicolaï Otsoup est né le 23 octobre 1894 (4 novembre dans le calendrier grégorien). Il est le fils d'Avde Markovitch Otsoup et d'Ielizaveta Semienovna (Rachel Solomonovna ) Zandler. Son père est d'origine juive espagnole, d'une famille portant le nom de Lopes (Лопес ou Лопец). Il se convertit jeune à l'orthodoxie. 
Nikolaï Avdeïevitch fait ses études secondaires au Lycée Nikolaïevski de Tsarskoïe Selo (ru), en sort en 1913 avec une médaille d'or, et part étudier à Paris. Il y assiste au Collège de France à des conférences d'Henri Bergson, qui le marquent durablement. Sous l'influence de ce dernier et de Nikolaï Goumilev, il commence à écrire des poèmes.
De retour en Russie, il s'inscrit à la faculté d'histoire et de lettres de l'université impériale de Petrograd (ru), tout en faisant son service militaire dans un régiment de réserve.
Après la révolution d'Octobre, il rejoint à la demande de Maxime Gorki les éditions de la Littérature mondiale en tant que poète-traducteur. Il y rencontre Nikolaï Goumilev et Alexandre Blok. Il traduit Robert Southey, Lord Byron et Stéphane Mallarmé. Avec Goumiliev et Mikhaïl Lozinski, il est un des créateurs de l'Atelier des poètes, dont les éditions publient son premier recueil de poèmes, Grêle («Град», 1921).
Lorsque Nikolaï Goumilev est fusillé, Otsoup prend la décision de quitter la Russie et arrive à Berlin à l'automne 1922. Il y réédite trois almanachs de l'Atelier des poètes, et lance la préparation d'un quatrième. Il part cependant rapidement à Paris, où il publie un deuxième recueil poétique, En fumée («В дыму» 1926), puis Rencontre («Встреча», 1928). L'Institut d'Europe de l'Est de Breslau publie son étude en 1930 son essai Die neueste russische Dichtung (La littérature russe contemporaine).
Dans les années 1930, il fonde la revue Nombres («Числа»), consacrée à la littérature, l'art et la philosophie. Elle lance de nombreux jeunes écrivains de l'émigration russe. En 1939, parait son seul roman, Béatrice en enfer («Беатриче в аду»), qui traite de l'amour d'un artiste bohème et une actrice débutante.
Pendant la Seconde guerre mondiale, il s'engage comme volontaire dans l'armée française. Il est fait prisonnier en Italie et passe plus d'un an et demi en captivité. Il fait deux tentatives d'évasion, la seconde est un succès. Il entre en 1943 dans la résistance italienne, et sera décoré de la médaille militaire.
Après la guerre, il enseigne à l'École Normale de Paris, où il soutient en 1951 une thèse de doctorat, consacrée à Nikolaï Goumilev, premier travail de recherche sur le poète. Il publie également ses œuvres choisies. Dans les années 1950 il écrit et fait paraître le monumental Journal en vers. 1935-1950 («Дневник в стихах. 1935—1950»), poème lyrique et épique en dizains, qui veut transmettre la spécificité de son époque, — son éclectisme —, excluant toute possibilité d'un analyse encyclopédique de celle-ci. Sa dernière œuvre publiée de son vivant est le poème Trois tsars («Три царя», 1958).
Il meurt le 28 décembre 1958 d'un infarctus du myocarde, un « déchirement du cœur », et est enterré au cimetière russe de Sainte-Geneviève-des-Bois. Son œuvre poétique est publiée en deux volumes, Vie et mort («Жизнь и смерть») en 1961 à Paris, ainsi que deux recueils de ses travaux historiques et de publiciste. En Russie, l'édition la plus complète édition de ses œuvres, Océan du temps («Океан времени») parait en 1993 à Saint-Pétersbourg, chez Logos.
Wolfgang Kasack porte l'appréciation suivante sur son œuvre poétique :

« Ses vers vont de la description à la réflexion, et sont, en particulier ses poèmes et son journal en vers, détaillé et narratifs. La littérature russe s'y révèle toujours un objet de réflexion ou de comparaison. Le personnage de Dante, Béatrice, auquel Nikolaï Otsoup consacre des vers, un roman et plusieurs articles, est selon ses propres mots « la synthèse la plus audacieuse de la philosophie, de la théologie et de la présence réelle de l'amour humain ». »

Sa biographie détaillée, l'histoire de famille et son arbre généalogique sont détaillés dans le livre de Roudolf Otsoup,  Les Otsoup - ma famille.
Il est le frère des poètes Gueorgui Raïevski (ru) et Sergueï Gorny.

## Publications
- (ru) Град [« Grêle »], Berlin, Letchworth,‎ 1976, 2e éd. (1re éd. 1922) ;
- (ru) В дыму [« En fumée »], Paris,‎ 1926 ;
- (ru) Встреча [« Rencontre »], Paris,‎ 1928 ;
- (de) Die neueste russische Dichtung [« La poésie russe la plus récente »], Breslau, 1930 ;
- (ru) Беатриче в аду. Роман [« Béatrice en enfer. Roman »], Paris,‎ 1939 ;
- (ru) Дневник в стихах [« Journal en vers »], Paris,‎ 1950 ;
- (ru) Три царя. Пьеса [« Trois tsars. Pièce »], Paris,‎ 1958 ;
- (ru) Жизнь и смерть [« Vie et mort »], Paris,‎ 1961 ;
- (ru) Современники. Статьи [« Les contemporains. Articles »], Paris,‎ 1961 ;
- (ru) Литературные очерки [« Esquisses littéraires »], Paris,‎ 1961 ;
- (ru) Океан времени. Стихотворения. Дневник в стихах. Статьи и воспоминания о писателях [« Océan du temps. Poèmes. Journal en vers. Articles et souvenirs d'écrivains. »], Saint-Pétersourg - Dusseldorg, Logos - Голубой всадник,‎ 1933.